# Haptista
Haptista, secondo la tassonomia classica, è un phylum del regno Chromista composto da centroelidi e aptofiti.
Secondo invece una tassonomia filogenetica, studi filogenomici indicano che Haptista, insieme a TSAR, costituiscono due superregni dell'infragruppo HTSAR (sottogruppo AHTSAR, gruppo Diaphoretickes, supergruppo Eubikonta, sottodominio Bikonta, dominio Eukariota) quindi è un clade fratello del clade SAR + Telonemia (HTSAR).

Altri studi invece propongoo che questo clade potrebbe anche essere fratello del Cryptista (+ Archaeplastida). È quindi uno dei primi Diaphoreticheti divergenti.